# Secret of Evermore
Secret of Evermore is een computerspel (RPG) voor de Super Nintendo, gefabriceerd door SquareSoft. Het spel werd uitgebracht voor met name de Noord-Amerikaanse en Europese markt, en lijkt qua speelstijl enigszins op de Secret of Mana reeks. Het spel gaat over een (aan bioscoopfilms verslaafde) jongen die met zijn hond in een vreemde wereld verzeild raakt.
Hoewel er meerdere verwijzingen naar Final Fantasy voorkomen en het spel een Secret of Mana-achtige gameplay heeft, doet het spel qua graphics, verhaal en humor erg Amerikaans aan en is het door een volledig Amerikaans team bij de Amerikaanse dochtermaatschappij van SquareSoft ontwikkeld. Het verhaal ontstond uit een idee over een jongen en zijn hond die door een fantasiewereld reisden die gebaseerd was op afgezaagde B-Hollywoodfilms. De werknaam was Vex and the Mezmers. Componist Jeremy Soule heeft beweerd dat de uiteindelijke titel van hem afkomstig was. ´Evermore´ betekent ´voor altijd´ en wordt in het Engels wel vaker gebruikt om een fantasiewereld aan te duiden.

## Het verhaal
Professor Ruffleberg maakt in 1965 een machine die mensen naar een fantasiewereld verplaatst: Evermore. Hij en een aantal andere personen (zijn nichtje Elizabeth, zijn assistent Horace en zijn bibliothecaresse Mevr. Bluegarden) gaan naar Evermore maar komen niet terug. Dertig jaar later, in 1995, doorzoekt de jongen (de hoofdpersoon) met zijn hond het inmiddels vervallen huis en komt per ongeluk ook in Evermore. De speler wacht de taak te zorgen dat de jongen terug kan naar de echte wereld.

### De prehistorische wereld
De jongen ontsnapt uit een ruimtestation en belandt op een tropische hoogvlakte waar dinosaurussen en holbewoners leven. Hij bemerkt dat zijn hond in een soort wolfshond veranderd is, en baant zich een weg naar het dorp waar hij Elizabeth (in het dorp "Fire Eyes" genoemd) ontmoet, die daar leider van het dorp was. De jongen helpt haar met haar hond en verslaat een robot die precies op Elizabeth lijkt. In de explosie die volgt als de vulkaan uitbarst belanden de jongen en zijn hond in een rivier die naar een naar de oudheid gemodelleerd land voert.

### De antieke wereld
Dit land heeft een piratendorp, en er is een Romeins aandoende stad in de woestijn. De jongen moet als eerste de hond (nu veranderd in een greyhound) terugvinden. Daarna moet hij de "ogen van de Heilige Hond" vinden in een catacombe en een piramide. Hij ontmoet Horace, en ook diens robot-kopie, die de macht in de stad heeft gegrepen en misbruik van hem probeert te maken. De jongen verslaat de robot en vertrekt via een tunnel naar de middeleeuwse wereld.

### De middeleeuwse wereld
De jongen ontdekt dat de hond nu een Franse poedel is. Hij ontmoet koningin Bluegarden van de stad Ivory Tower, die hem het ravijn wil laten oversteken naar Ebon Keep om daar een ophaalbrug neer te laten zodat haar leger Ebon Keep kan veroveren. Eenmaal in Ebon Keep blijkt er nog een koningin te zijn: de echte mevr. Bluegarden. Een kopie van haar nam de regering van haar over en verplaatste het koninkrijk. De jongen confronteert de valse koningin, en moet nu naar het ruimtestation met behulp van een raket van de uitvinder Tinker.

### Het ruimtestation
De jongen moet hier door een netwerk van kamers en gangen heen. Gelukkig is de hond veranderd in een op een broodrooster lijkende robothond die ook nog kan schieten, wat tegen de sterke vijanden hier goed van pas komt. Uiteindelijk ontmoet hij prof. Ruffleberg die onthult dat de tegenwerking en de robotklonen afkomstig zijn van de robotbutler Carltron. Deze butler had namelijk genoeg van schoonmaken. Toen de professor Evermore had geschapen en hijzelf, Elizabeth, Horace en mevrouw Bluegarden er een kijkje gingen nemen nam hij daarom de macht in Evermore over en hield de vier daar vast. De professor was als gevangene van Carlton gedwongen robotklonen van de andere drie te maken die hun plaats moesten innemen. Uiteindelijk volgt een confontatie met Carltron.
Wanneer de speler Carlton verslaat wordt deze uitgezet door de professor. Hiermee verdwijnen ook alle monsters maar wordt Evermore instabiel. De jongen en de professor halen snel met een sonde Elizabeth, Horace en mevrouw Bluegarden op en via het ruimtestation keren ze terug naar Podunk. Hierdoor stabiliseert Evermore en blijft het bestaan. De jongen en de hond lopen naar huis en Carltron is gereset en bedient als vanouds de professor. Op het eind grijnst hij, ten teken dat hij toch minder gehoorzaam is dan de professor denkt...

## Alchemie
Dit systeem, vergelijkbaar met magie, werkt niet zoals de magie in de meeste SquareSoft-RPG's. De speler kan formules leren die hij echter alleen kan toepassen met de juiste ingrediënten. Die ingrediënten kan hij kopen of vinden in potten of gewoon in de vrije natuur. De hond kan een handje helpen bij het opsporen. Een voorbeeld is de formule "Hard Ball", die 1 eenheid kristal en 1 eenheid klei kost. Geavanceerdere formules vereisen moeilijker te verkrijgen of duurdere ingrediënten. Ingrediënten zijn onder andere olie, water, was, klei, plantenwortel, ethanol, droog ijs, paddenstoelen, veren en eikels. Door een formule veelvuldig te gebruiken wordt deze effectiever: aanvallende spreuken zullen meer schade toebrengen, helende spreuken zullen meer genezen, tijdsgeboden spreuken hebben een langduriger effect. Slechts negen spreuken kunnen tegelijkertijd beschikbaar zijn, maar de speler kan dit veranderen door alchemisten te bezoeken. Bij alchemisten kunnen ook ingredienten gekocht worden.

## Handel
Op sommige plaatsen kan handel worden gedreven. Slechts rijst, kralen en kippen kunnen direct worden gekocht, andere dingen moeten worden geruild. Zo kan met gouden jakhalzen, scarabeeën, amuletten en andere prullaria kopen, die echter als ruilmiddel gebruikt kunnen worden. Uiteindelijk, als de speler de juiste ruilmiddelen heeft, kunnen waardevolle zaken gekocht worden, die bijvoorbeeld de alchemie gunstig beïnvloeden, of andere heilzame effecten hebben.

## Belangrijke personen

### De hond
Deze trouwe viervoeter, die de speler zelf een naam mag geven, is op verschillende manieren behulpzaam. Hij is een bondgenoot in de strijd. Verder kan hij waardevolle ingrediënten opsporen: hij hoopt dan snuffelend naar een bepaalde plaats, waarna de speler het ingrediënt kan oprapen. De hond kan al zijn hitpoints verliezen (de jongen niet, dan is het spel afgelopen), en vecht dan niet meer mee. De speler kan hem weer tot leven wekken met een hondenkoekje of met de alchemiespreuk 'Revive'. Slechts in het begin en aan het eind van het spel verschijnt hij in zijn ware gedaante (een terrier), tijdens het spel wisselt zijn gedaante afhankelijk van de locatie waar hij is. De jongen legt dit uit met de woorden dat zijn hond ´zichzelf niet is´. De hond is de oorzaak dat de jongen in Evermore belandt en veroorzaakt ook hier problemen voor hem (o.a. door hem in een gladiatorgevecht te betrekken en een banket bij de koningin te ruineren) maar vervult hiermee cruciale plotwendingen en is van onmisbare hulp voor de jongen.

### De jongen
Zijn naam wordt niet genoemd. Hij woont in het fictieve Podunk (V.S.) is rond de puberteit, en is zwaar verslaafd aan avonturenfilms. Hij refereert dan ook voortdurend aan deze films (wegens juridische redenen zijn alle titels fictief) wat tot onbegrip leidt bij zijn gesprekspartners. De speler kruipt in zijn huid en moet hem terugbrengen naar Podunk.

### Bijpersonen
De belangrijkste bijpersonen zijn:
- Professor Sidney Ruffleberg, de schepper van Evermore;
- Mevrouw Camilla Bluegarden, de bibliothecaresse. Aan haar fantasie is de middeleeuwse wereld ontsproten waarover ze als koningin heerst;
- Horace Highwater, conservator van het museum en fanatiek archeoloog. Hij is geobsedeerd door de klassieke Oudheid en zetelt daarom in een gebied dat naar zijn fantasie is gevormd. In tegenstelling tot de dames heerst hij er (aanvankelijk) niet, hij vindt opgravingen veel interessanter;
- Elizabeth, het nichtje van de professor, gefascineerd door de prehistorie. Ze is dorpshoofd onder de naam Fire Eyes in een dorp op het naar haar fantasie gemodelleerd prehistorisch plateau;
- Carltron, de robotbutler van de professor. De professor had hem intelligenter gemaakt om schaak met hem te kunnen spelen, maar hierdoor ontwikkelde hij de behoefte aan vrijheid en bedacht hij een plan om Evermore over te nemen en de professor en zijn vrienden er te gijzelen. Carltron houdt nog steeds een grote obsessie met schoonmaken. Evenals in de B-films waaraan in het spel wordt gerefereerd, heeft ook hier de butler het altijd gedaan.
- De drie robotklonen. Ze zijn onder dwang door de professor gemaakt om de macht van hun menselijke equivalenten over te nemen maar falen door de acties van de held. In de epiloog zien we dat ze zijn beland in een rariteitenkabinet in Ebon Keep. Ze hebben van hun meester een obsessie met netheid overgenomen en spreken hem aan met onder andere ´Your Cleanleyness´.

## Trivia
- Er zijn verschillende verwijzingen naar Final Fantasy. In het colosseum zitten Terra Branford, Locke Cole, Strago Magus, Relm Arrowny, Mog, en Umaro uit Final Fantasy VI in het publiek. De speler ontmoet Cecil Harvey uit Final Fantasy IV die nu een wapenwinkel in Ebon Keep runt en de speler een korting geeft als deze blijk geeft van diens avonturen gehoord te hebben. Een van de items die men door handel van verkrijgen is het ei van een chocobo.
- De ondode veerman die de speler voor 1 amulet over de woestijn transporteert, rekent 3 amuletten wanneer de gekozen namen (Engelse) obscene termen zijn of deze bevatten, ´omdat hij geen schuttingtaal aan boord tolereert.´ Dat geldt wanneer men bijvoorbeeld de naam Bassie kiest, omdat het de combinatie ´ass´ bevat.
- Op de kaart zijn twee losse eilanden die niet kunnen worden bezocht. Voor ten minste een van deze eilanden was iets gepland maar dit is uiteindelijk uit het spel geschrapt.
- Aan het begin van het spel loopt de jongen met zijn hond de bioscoop uit na het zien van de film Adventures of Vexx. Dit is wellicht een verwijzing naar de oorspronkelijke werktitel Vex and the Mezmers. Aan het eind van het spel toont de bioscoop de titel Secret of Evermore. In 1965 toont de bioscoop de titel The Adventures of Loxley, waarschijnlijk een verwijzing naar Robin Hood.
- De professor, Camilia Bluegarden, Horace en Elizabeth zitten al 30 jaar vast in Evermore, maar zijn niet verouderd.
- Het spelconcept en -verhaal is beïnvloed door het concept van Virtual Reality, dat in de jaren ´90 opgeld deed.
- Secret of Evermore heeft een aantal bekende glitches. Sommigen hiervan zijn zodanig dat de speler in het spel vastloopt en moet resetten om vanaf een opgeslagen spel opnieuw te spelen.